# Село Паликского Кирпичного Завода
Паликского Кирпичного Завода — село в Думиничском районе Калужской области России. Входит в сельское поселение «Деревня Буда».

## История
Паликский кирпичный завод основан в 1930 г, вскоре возле него вырос небольшой поселок из бараков.
Во время Великой Отечественной войны завод был полностью разрушен оккупантами. Восстановлен в 1944—1947 гг. Рабочие и жители окрестных деревень: Палики, Усадьба, Буда, Пузановка, Марьинка, села Усты, стали строить дома рядом с заводом и поселок быстро разрастался. Рядом, на станции Палики, открылась средняя школа.
Кирпич обжигали только летом, с начала мая до конца октября. За сезон делали до 18 млн штук.
В 1972—1977 гг. завод был отстроен заново и стал работать круглогодично. Для рабочих возвели двухэтажные многоквартирные дома с водопроводом, канализацией, центральным отоплением.

## Население и демография
| 2002 | 2010 |
| ---- | ---- |
| 443  | ↗448 |